# Anna Trespeuch-Berthelot
Anna Trespeuch-Berthelot est maître de conférences en histoire contemporaine à l'université de Caen Normandie.

## Biographie
En 2003, Anna Trespeuch-Berthelot publie un livre sur Dominique et Jean-Toussaint Desanti.
En 2011, elle soutient une thèse de doctorat intitulée Des situationnistes au situationnisme : genèse, circulation et réception d'une théorie critique en Occident (1948-2009) sous la direction de Pascal Ory.
Anna Trespeuch est chercheuse au laboratoire HisTeMé (EA 7455) et chercheuse associée au Centre d'histoire sociale des mondes contemporains où elle a animé le séminaire Prémices culturelles de l'écologie politique. Ses travaux portent sur les formes de l’engagement environnemental et la circulation internationale des idées depuis 1945.
En août 2015, elle publie un ouvrage sur L'Internationale situationniste aux Presses universitaires de France.
En 2018, elle co-dirige la publication Luttes locales, enjeu global ? Une histoire des conflits environnementaux XIXe – XXIe siècles.

## Publications

### Ouvrages
- Dominique et Jean-Toussaint Desanti : une éthique à l'épreuve du XXe siècle, préface de Pascal Ory, L'Harmattan, 2003  (ISBN 2-7475-3984-9)
- L'Internationale situationniste : de l'histoire au mythe (1948-2013), PUF, 2015  (ISBN 978-2-13-061970-3)
- Guy Debord ou l'ivresse mélancolique, 2017.

### Articles
- Liste des publications sur la page personnelle de l'Université de Caen Normandie[6].